# Hästskotjärnarna, Dalarna
Hästskotjärnarna är en sjö i Älvdalens kommun i Dalarna och ingår i Dalälvens huvudavrinningsområde. Sjön har en area på 0,083 kvadratkilometer och ligger 553 meter över havet.

## Delavrinningsområde
Hästskotjärnarna ingår i det delavrinningsområde (684602-137040) som SMHI kallar för Mynnar i Trängseldammen. Medelhöjden är 547 meter över havet och ytan är 26,6 kvadratkilometer. Det finns ett avrinningsområde uppströms, och räknas det in blir den ackumulerade arean 75,84 kvadratkilometer. Krypan som avvattnar avrinningsområdet har biflödesordning 2, vilket innebär att vattnet flödar genom totalt 2 vattendrag innan det når havet efter 432 kilometer. Avrinningsområdet består mestadels av skog (54 procent) och sankmarker (38 procent). Avrinningsområdet har 0,42 kvadratkilometer vattenytor vilket ger det en sjöprocent på 0,6 procent.